# Piccola Polonia

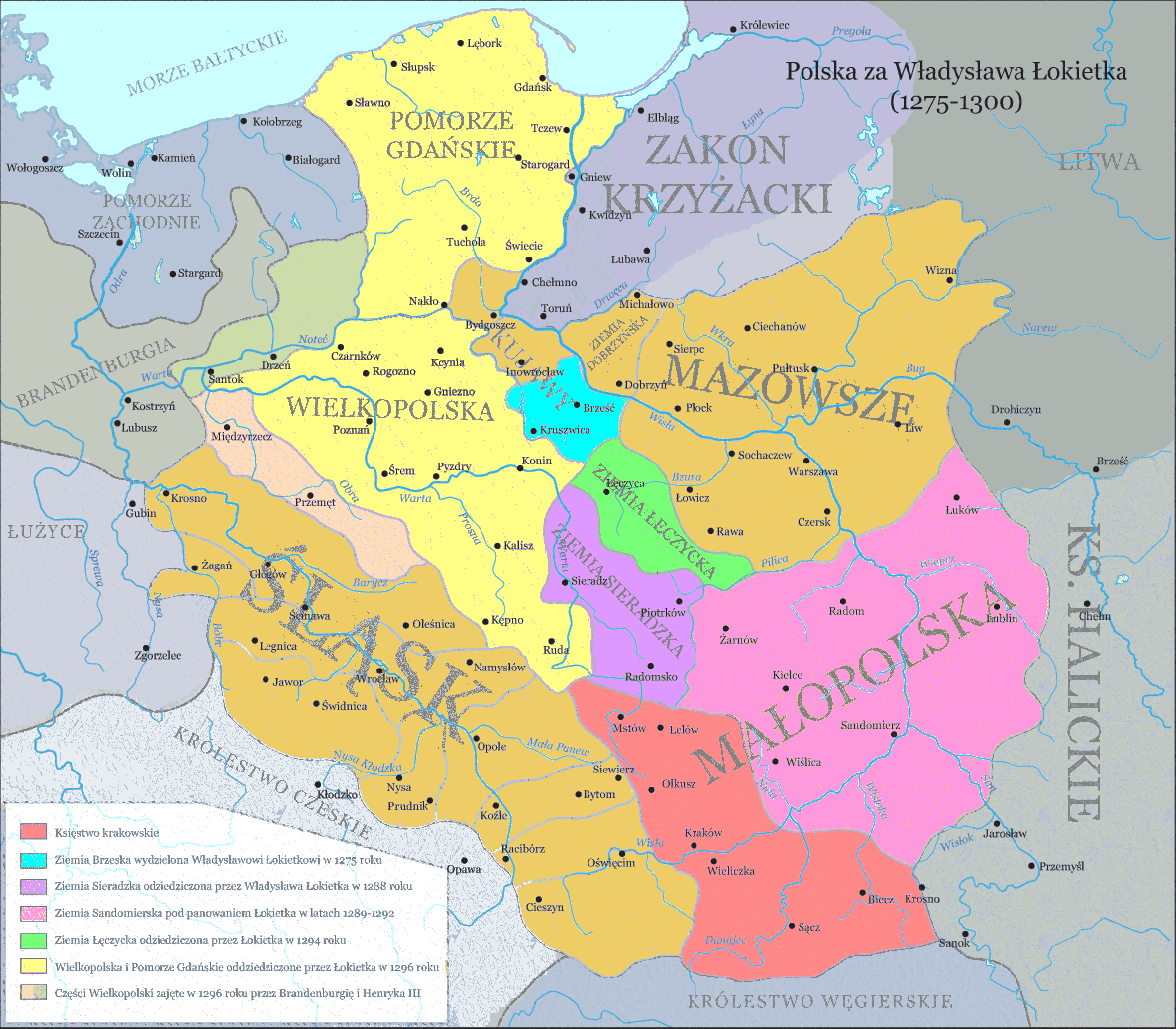
Le regioni storico-geografiche della Polonia (durante il periodo della frammentazione) dal 1275 al 1300 (La Piccola Polonia: Małopolska).

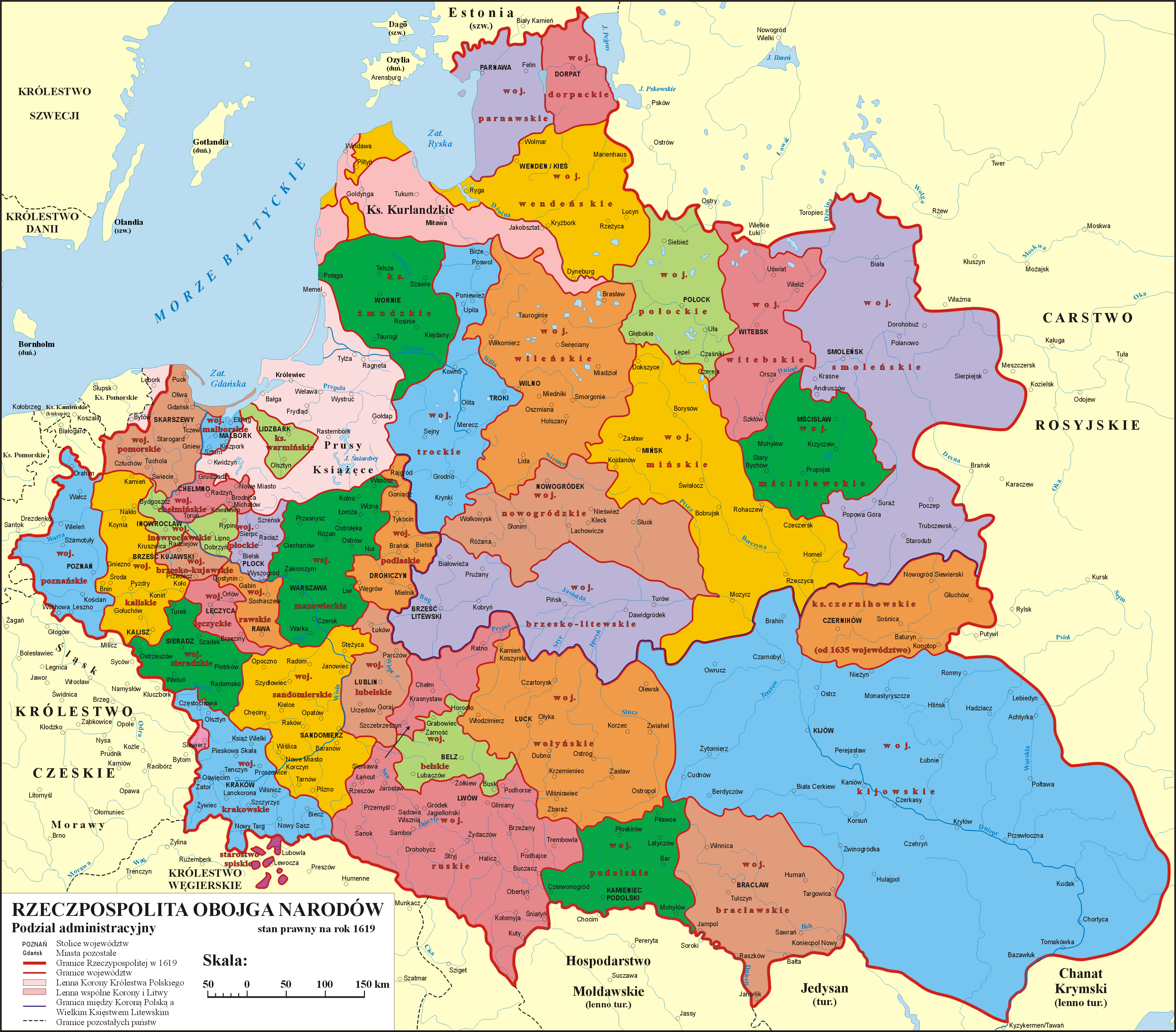
Mappa che mostra i voivodati del Regno di Polonia (Confederazione delle Due Nazioni) nel 1619. Nella regione Piccola Polonia: (1) Voivodato di Cracovia, (2) Ducato di Siewierz, (3) Voivodato di Sandomierz, (4) Voivodato di Lublino.

La Piccola Polonia (in polacco: Małopolska, in latino: Polonia Minor) è una delle regioni storiche della Polonia, che forma la parte meridionale del Paese.

## Geografia
La Piccola Polonia giace alla confluenza superiore del fiume Vistola e copre una grande zona collinare, incluse le Montagne di Santacroce – le più antiche montagne della Polonia, la valle di Sandomierz e la zona collinare di Lublino. Si stende dai Carpazi a sud dei fiumi Pilica e Wieprz verso nord. Confina con la Masovia e con Radom a nord, con la Slesia a ovest e con l'Ucraina a est. Storicamente, fino alla Seconda guerra mondiale, la regione includeva anche gran parte dell'odierna Ucraina (vedi Galizia).
Amministrativamente, la regione storica è divisa nei Voivodati della Piccola Polonia, dei Precarpazi, di Santacroce, di Lublino, di Slesia (parte orientale), di Masovia (parte meridionale). 

### Principali città
Le principali città della regione sono
- Cracovia
- Rzeszów
- Częstochowa
- Lublino
- Dąbrowa Górnicza
- Będzin
- Kielce
- Sandomierz
- Sosnowiec
- Tarnów
- Jasło
- Nowy Sącz
- Tarnobrzeg
- Dębica
- Wieliczka
- Bochnia
- Gorlice
- Radom
- Zakopane
- Bielsko-Biała
- Jaworzno
- Łuków
- Siedlce